# كلوديا موتا
كلوديا موتا (بالإسبانية: Claudia Motta)‏ هي ممثلة مكسيكية، ولدت في 31 مايو 1971 في أكابولكو في المكسيك.

## وصلات خارجية
- كلوديا موتا على موقع IMDb (الإنجليزية)